# Arvicola
Arvicola es un género de mamíferos roedores de la familia Cricetidae. Es un género de distribución eurasiática, denominadas ratas de agua o ratas toperas, de costumbres semiacuáticas y subterráneas.

## Especies
- Arvicola amphibius (Linnaeus, 1758).
- Arvicola sapidus (Miller, 1908).
- Arvicola scherman (Shaw, 1801).